# آق‌سین‌تپه
آق‌سین‌تپه روستایی در دهستان فراغی بخش مرکزی شهرستان ترکمن استان گلستان ایران است.

## جمعیت
بر پایه سرشماری عمومی نفوس و مسکن در سال ۱۳۹۵ جمعیت این مکان ۲۰۴ نفر (۵۶خانوار) بوده‌است.